# الجمعية العامة للأمم المتحدة
تعد الجمعية العامة للأمم المتحدة واحدة من الأجهزة الرئيسية الست للأمم المتحدة، وهي الهيئة الوحيدة التي تتمتع فيها جميع الدول الأعضاء بتمثيل متساو، وهي الجهاز الرئيسي للتداول وصنع السياسات والتمثيل في الأمم المتحدة. وتتمثل صلاحياتها في الإشراف على ميزانية الأمم المتحدة، وتعيين الأعضاء غير الدائمين في مجلس الأمن، وتلقي التقارير من أجزاء أخرى من الأمم المتحدة وتقديم توصيات على شكل قرارات الجمعية العامة. كما أنشأت العديد من الأجهزة الفرعية. من البارز أنه في الجمعية العامة لا يستخدم حق النقض الذي تتمتع به الدول الخمس الدائمة العضوية في مجلس الأمن الدولي، ولكن تبقى قرارات الجمعية غير مُلزمة، إلا أنها ترتدي طابعا رمزياً سياسياً بحسب عدد الدول المصوتة التي تبني القرار.
تجتمع الجمعية العامة حالياً تحت رئاستها أو رئاسة أمينها العام في دورات سنوية في مقر الأمم المتحدة في مدينة نيويورك، ويستمر الجزء الرئيسي منها في الفترة من أيلول / سبتمبر إلى كانون الأول / ديسمبر، واستأنفت جزءا من كانون الثاني / يناير إلى حين معالجة جميع المسائل قبل بداية الجلسة القادمة مباشرة، ويمكنها أيضا أن تعاود عقد جلسات استثنائية خاصة في حالات الطوارئ.
ويحدد الفصل الرابع من ميثاق الأمم المتحدة تكوينها ووظائفها وسلطاتها وتصويتها وإجراءاتها. وعقدت الدورة الأولى في 10 كانون الثاني / يناير عام 1946 في قاعة ميثوديست المركزية في لندن، وشملت ممثلين عن 51 دولة.
يتعلق التصويت في الجمعية العامة بشأن المسائل الهامة، أي التوصيات الخاصة بالسلام والأمن، وكذلك المسائل المتعلقة بالميزانية، وانتخاب الأعضاء أو قبولهم أو تعليقهم أو طردهم، بأغلبية ثلثي الحاضرين والمصوتين. وتقرر مناقشات  أخرى بأغلبية مباشرة، فلكل بلد عضو صوت واحد. وإلى جانب الموافقة على مسائل الميزانية، بما في ذلك اعتماد جدول للأنصبة المقررة، فإن قرارات الجمعية ليست ملزمة للأعضاء. ويجوز للجمعية العامة أن تقدم توصيات بشأن أي مسائل تدخل في نطاق الأمم المتحدة، باستثناء مسائل السلم والأمن التي ينظر فيها مجلس الأمن. بفضل نظام الصوت الواحد لكل دولة عضو، تستطيع الدول التي تضم خمسة في المائة فقط من سكان العالم بتمرير قرار من قبل ثلثي الأصوات.
وخلال الثمانينات، أصبحت الجمعية محفلا «للحوار بين الشمال والجنوب». ومن الأمثلة على ذلك، مناقشة القضايا بين الدول الصناعية والبلدان النامية. وبرزت هذه القضايا بسبب النمو الهائل وتغيير تركيبة عضوية الأمم المتحدة. ففي عام 1945، كان للأمم المتحدة 51 عضوًا، ولديها الآن 193 دولة، منها أكثر من ثلثي البلدان النامية. وبسبب أعدادهم، غالبا ما تكون البلدان النامية قادرة على تحديد جدول أعمال الجمعية (باستخدام مجموعات تنسيقية مثل المجموعة السابعة والسبعون)، وطابع مناقشاتها، وطبيعة قراراتها. فالأمم المتحدة، بالنسبة لكثير من البلدان النامية، هي مصدر الكثير من نفوذها الدبلوماسي والمنفذ الرئيسي لمبادراتها في مجال العلاقات الخارجية.
وعلى الرغم من أن القرارات التي اتخذتها الجمعية العامة لا تملك القوى الملزمة على الدول الأعضاء (بصرف النظر عن تدابير الميزانية)، يجوز للجمعية العامة، عملاً بقرارها الموحد من أجل السلام الصادر في تشرين الثاني / نوفمبر عام 1950 (القرار 377 (د -5))، أن تتخذ إجراء في قضية ما إذا ما فشل مجلس الأمن في إصداره قرارا فيها بسبب التصويت السلبي لعضو دائم في المجلس، في حالة يبدو فيها أن هناك تهديدًا للسلام أو خرقًا للسلام أو عملاً عدوانيًا. ويمكن للجمعية العامة أن تنظر في المسألة على الفور بغية تقديم توصيات إلى الأعضاء بشأن التدابير الجماعية للحفاظ على السلام والأمن الدوليين أو استعادتهما.

## نبذة تاريخية

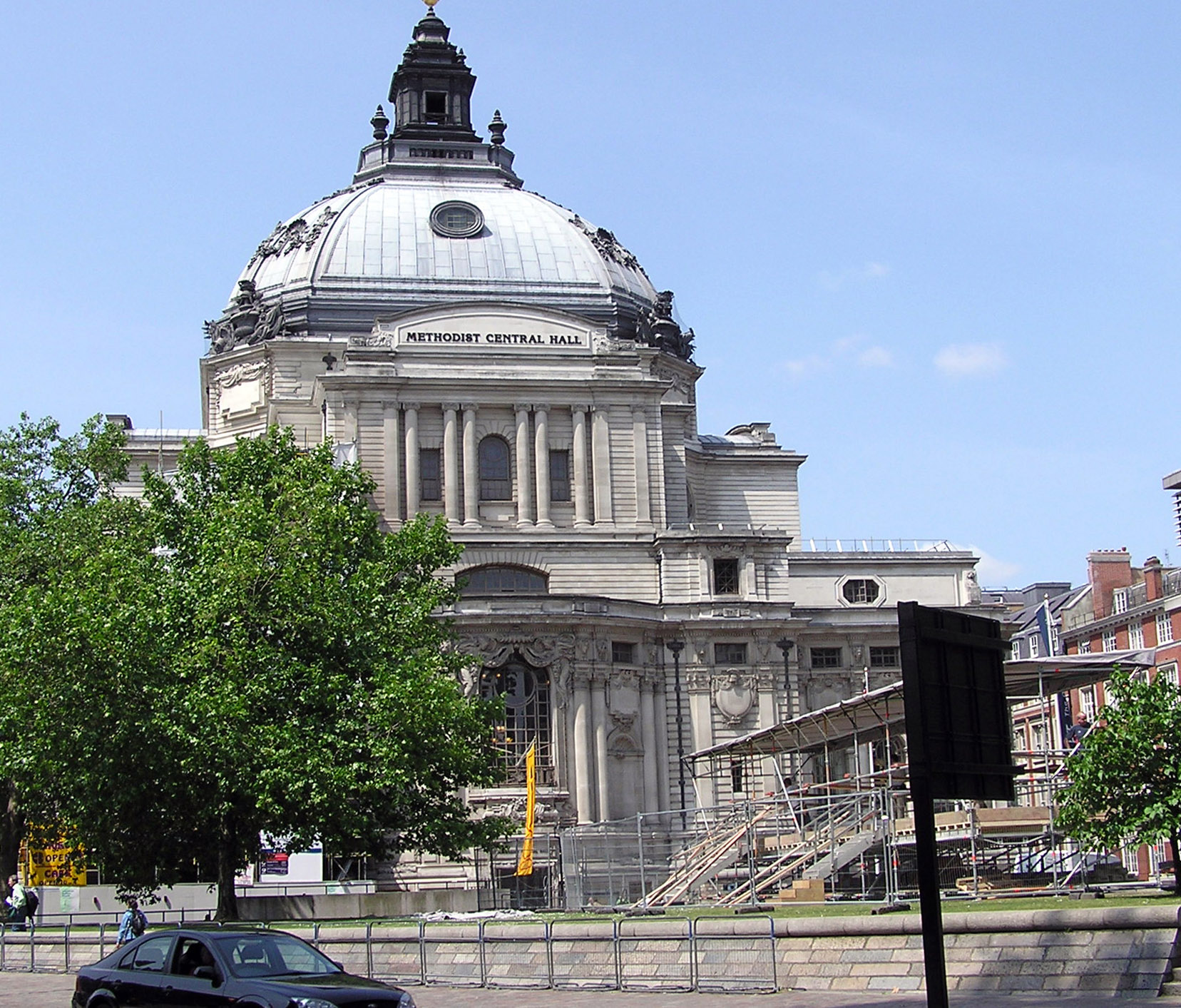
قاعة ميثوديست المركزية في لندن، والتي عقد فيها الاجتماع الأول للجمعية العامة للأمم المتحدة في عام 1946.

عقدت الدورة الأولى للجمعية العامة للأمم المتحدة في 10 يناير عام 1946 في قاعة ميثوديست المركزية في لندن، وشملت ممثلين عن 51 دولة. وعقدت الدورات السنوية القليلة التالية في مدن مختلفة: الدورة الثانية في مدينة نيويورك، والثالثة في باريس. وانتقلت  الجمعية العامة إلى مقر الأمم المتحدة الدائم في مدينة نيويورك في بداية دورتها السنوية العادية السابعة المعقودة في 14 تشرين الأول / أكتوبر عام 1952. وفي كانون الأول / ديسمبر 1988، وبغية الاستماع إلى ياسر عرفات، نظمت الجمعية العامة دورتها التاسعة والعشرين في قصر الأمم، في جنيف، سويسرا.

## العضوية
تمثَل جميع الدول الأعضاء في الأمم المتحدة البالغ عددها 193 دولة كعضوًا في الجمعية العامة. وعلاوة على ذلك، يجوز للجمعية العامة للأمم المتحدة أن تمنح صفة «مراقب» لمنظمة دولية أو كيان أو دولة غير عضو، مما يخول الكيان للمشاركة في أعمال الجمعية العامة للأمم المتحدة، وإن كان ذلك محدودًا.

## جدول الأعمال
من المقرر أن يتم اعداد جدول أعمال كل دورة  قبل سبعة أشهر من انعقادها، وأن يبدأ بإصدار قائمة أولية بالبنود التي ستُدرج في جدول الأعمال المؤقت، ثم يتم إحالته إلى جدول أعمال مؤقت قبل افتتاح الدورة بستين يومًا. وبعد بدء الدورة، يعُتمد جدول الأعمال النهائي في جلسة عامة تخصص للعمل لمختلف اللجان الرئيسية، التي تقدم بعد ذلك تقارير إلى الجمعية لاعتمادها بتوافق الآراء أو بالتصويت.
تكون البنود المدرجة على جدول الأعمال مرقمة. ومن المقرر أن تعقد الجلسات العامة العادية للجمعية العامة -في السنوات الأخيرة-  في البداية خلال ثلاثة أشهر فقط؛ ومع ذلك، فقد امتدت أعمال إضافية لهذه الدورات حتى وصلت للتداخل في فترات قصيرة من الدورة المقبلة. وتبدأ الأجزاء المقررة بشكل روتيني من الجلسات عادة في «يوم الثلاثاء من الأسبوع الثالث في أيلول / سبتمبر، وهو عدد من الأسبوع الأول الذي يحتوي على يوم عمل واحد على الأقل» وفقا للنظام الداخلي للأمم المتحدة. وكان من المقرر أن تختفي آخر هاتين الدورتين العاديتين بصورة روتينية بعد ثلاثة أشهر فقط في أوائل كانون الأول / ديسمبر، ولكنهما استؤنفتا في كانون الثاني / يناير وتمتدان إلى ما قبل بداية الدورات التالية مباشرة.
في شهر سبتمبر من كل عام، يتوجه زعماء العالم إلى مدينة نيويورك الأميركية للمشاركة في الدورة السنوية للجمعية العامة للأمم المتحدة، حيث يقومون بإلقاء خطابات في بداية الدورة.
تبدأ الدورة الـ 79 للجمعية العامة للأمم المتحدة في 24 سبتمبر 2024، وستستمر لمدة ستة أيام. خلال هذه الفترة، يتم مناقشة القضايا العالمية الرئيسية وتحديد السياسات الدولية المهمة، مما يجعلها مناسبة هامة للتواصل والتعاون بين الدول الأعضاء.

## القرارات

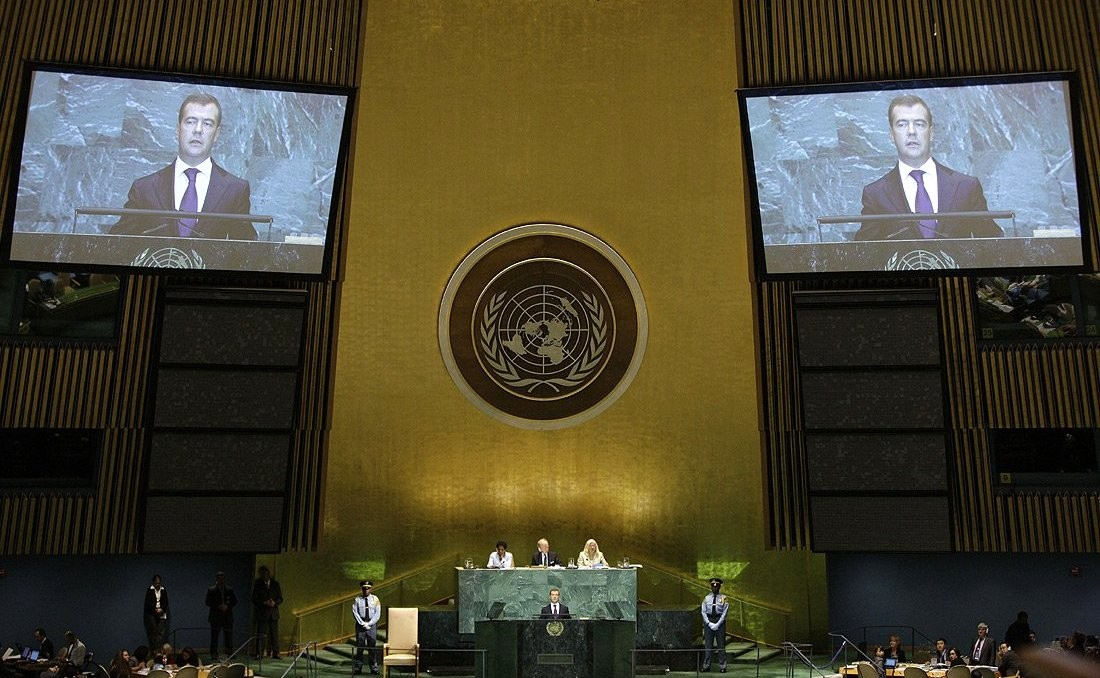
الرئيس الروسي دميتري ميدفيديف يخاطب الدورة 64 للجمعية العامة للأمم المتحدة في 24 سبتمبر 2009

تصوت الجمعية العامة على العديد من القرارات التي تقدمها الدول الراعية. وهي عموما عبارات ترمز إلى شعور المجتمع الدولي بمجموعة من القضايا العالمية. ومعظم قرارات الجمعية العامة غير قابلة للتنفيذ بصفة  قانونية أو عملية، لأن الجمعية العامة تفتقر إلى سلطات تنفيذ القرارات فيما يتعلق بمعظم المسائل. وللجمعية العامة سلطة اتخاذ القرارات النهائية في بعض المجالات مثل ميزانية الأمم المتحدة. وبالتالي فان قرارات الجمعية العامة غير ملزمة عموما للدول الأعضاء، ولكنها تحمل وزنا سياسيا كبيرا، وهي ملزمة قانونيا تجاه الميزانية فقط، ويمكن للجمعية العامة أيضًا أن تحيل مسألة إلى مجلس الأمن لوضع قرار ملزم.

### مخطط ترقيم القرار
بداية من الدورات الأولى للجمعية  إلى دورة الجمعية العامة الثلاثين، كانت جميع قرارات الجمعية العامة مرقمة على التوالي، وجاء عدد القرارات متبوعا برقم الدورة بالأرقام الرومانية، على سبيل المثال القرار (1514 (د - 15))، وهو القرار رقم 1514 الذي اعتمدته الجمعية، واعتمد في الدورة العادية الخامسة عشرة عام1960. وبدءا من الدورة الحادية والثلاثين، أصبحت  القرارات مرتبة حسب رقم الجلسة الفردية، فعلى سبيل المثال القرار (10/41) يمثل القرار العاشر الذي اعتمد في الدورة الحادية والأربعين.

## ميزانية الأمم المتحدة
توافق الجمعية العامة على ميزانية الأمم المتحدة، وتقرر مقدار الأموال التي يجب أن تدفعها كل دولة عضو لإدارة المنظمة.
ويحمل ميثاق الأمم المتحدة مسؤولية الموافقة على الميزانية على الجمعية العامة طبقا للفصل الرابع، المادة 17، كما يوكل مهمة إعداد الميزانية إلى الأمين العام بوصفه «المسؤول الإداري الأول» (الفصل الخامس عشر، المادة 97). ويتناول الميثاق أيضا عدم دفع الاشتراكات المقررة (الفصل الرابع، المادة 19). وقد تطورت على مر السنين دورة التخطيط والبرمجة والموازنة والرصد والتقييم للأمم المتحدة؛ حيث تتضمن القرارات الرئيسية المتعلقة بهذه المهام  قرارات الجمعية العامة 213/41: بتاريخ 19 كانون الأول / ديسمبر عام 1986، و 42/211 بتاريخ 21 كانون الأول / ديسمبر 1987، و 45/248 بتاريخ 21 كانون الأول / ديسمبر 1990.
وتغطي الميزانية تكاليف برامج الأمم المتحدة في مجالات الشؤون السياسية والعدالة الدولية والقانون، والتعاون الدولي من أجل التنمية، والإعلام، وحقوق الإنسان، والشؤون الإنسانية.
والمصدر الرئيسي للأموال المخصصة للميزانية العادية هو اشتراكات الدول الأعضاء. ويستند جدول الأنصبة المقررة المفروضة على كل دولة طبقا للميثاق إلى قدرة البلدان على الدفع. ويحدد ذلك بالنظر في حصصها النسبية من إجمالي الناتج القومي، ويمكن تعديلها بحيث تأخذ في الاعتبار عددا من العوامل، بما في ذلك دخل الفرد.وبالإضافة إلى الميزانية العادية، تقسم الدول الأعضاء فيما بينها تكاليف المحكمتين الدوليتين، وفقا لصيغة معدلة من الجدول الأساسي، لتدبير تكاليف عمليات حفظ السلام.

## الانتخابات

تقسيم الجمعية العامة وفقًا للعضوية في مجموعات الأمم المتحدة الإقليمية الخمس.
مجموعة الدول الأفريقية
مجموعة الدول الآسيوية
مجموعة دول أوروبا الشرقية
مجموعة دول أمريكا اللاتينية ومنطقة البحر الكاريبي
مجموعة دول أوروبا الغربية ودول أخرى
ليست ضمن مجموعة

تصوت الجمعية العامة في انتخابات الأعضاء العشرة غير الدائمين في مجلس الأمن التابع للأمم المتحدة؛ حيث كانت آخر انتخابات في 28 حزيران / يونيو عام 2016، وتجرى هذه الانتخابات كل عام، وتخدم الدول الأعضاء مدة سنتين، وتستبدل خمسة منها كل عام. ويتم اختيار المرشحين من قبل مجموعاتهم الإقليمية. كما تنتخب الجمعية العامة أعضاء المجلس الاقتصادي والاجتماعي للأمم المتحدة. كما تنتخب أعضاء منظمة الأمم المتحدة للتنمية الصناعية، وبعض أعضاء مجلس الوصاية التابع للأمم المتحدة. وتعين الجمعية العامة الأمين العام للأمم المتحدة بناء على توصية مجلس الأمن، وتعتمد قواعد تنظم إدارة الأمانة العامة. وإلى جانب مجلس الأمن، تنتخب الجمعية العامة قضاة محكمة العدل الدولية في لاهاي.

## الجلسات الخاصة أو الاستثنائية
ويمكن عقد دورات استثنائية بناء على طلب مجلس الأمن التابع للأمم المتحدة، أو أغلبية أعضاء الأمم المتحدة، أو في حالة موافقة الأغلبية حتى بفرق صوت عضو واحد. وقد عقدت دورة استثنائية في تشرين الأول / أكتوبر عام 1995، للاحتفال بالذكرى السنوية الخمسين لإنشاء الأمم المتحدة. وعقدت دورة استثنائية أخرى في أيلول / سبتمبر عام 2000 للاحتفال بالذكرى الألفية؛ فقد طرحت الأهداف الإنمائية للألفية. وعقدت دورة استثنائية مرة أخرى لمناقشة واقتراح مقترحات بشأن فيروس نقص المناعة البشرية / الإيدز في عام 2001. وعقدت دورة استثنائية أخرى (مؤتمر القمة العالمي لعام 2005) في أيلول / سبتمبر عام 2005 للاحتفال بالذكرى السنوية الستين لإنشاء الأمم المتحدة؛ حيث تم تقييم التقدم المحقق في تحقيق الأهداف الإنمائية للألفية، وناقشت ذلك برئاسة كوفى عنان. وعقدت دورة استثنائية أخرى في عام 2014 لمناقشة «السكان والتنمية»، في أعقاب برنامج عمل المؤتمر الدولي للسكان والتنمية.

### جلسة الجمعية العامة للأمم المتحدة عن المخدرات 2016

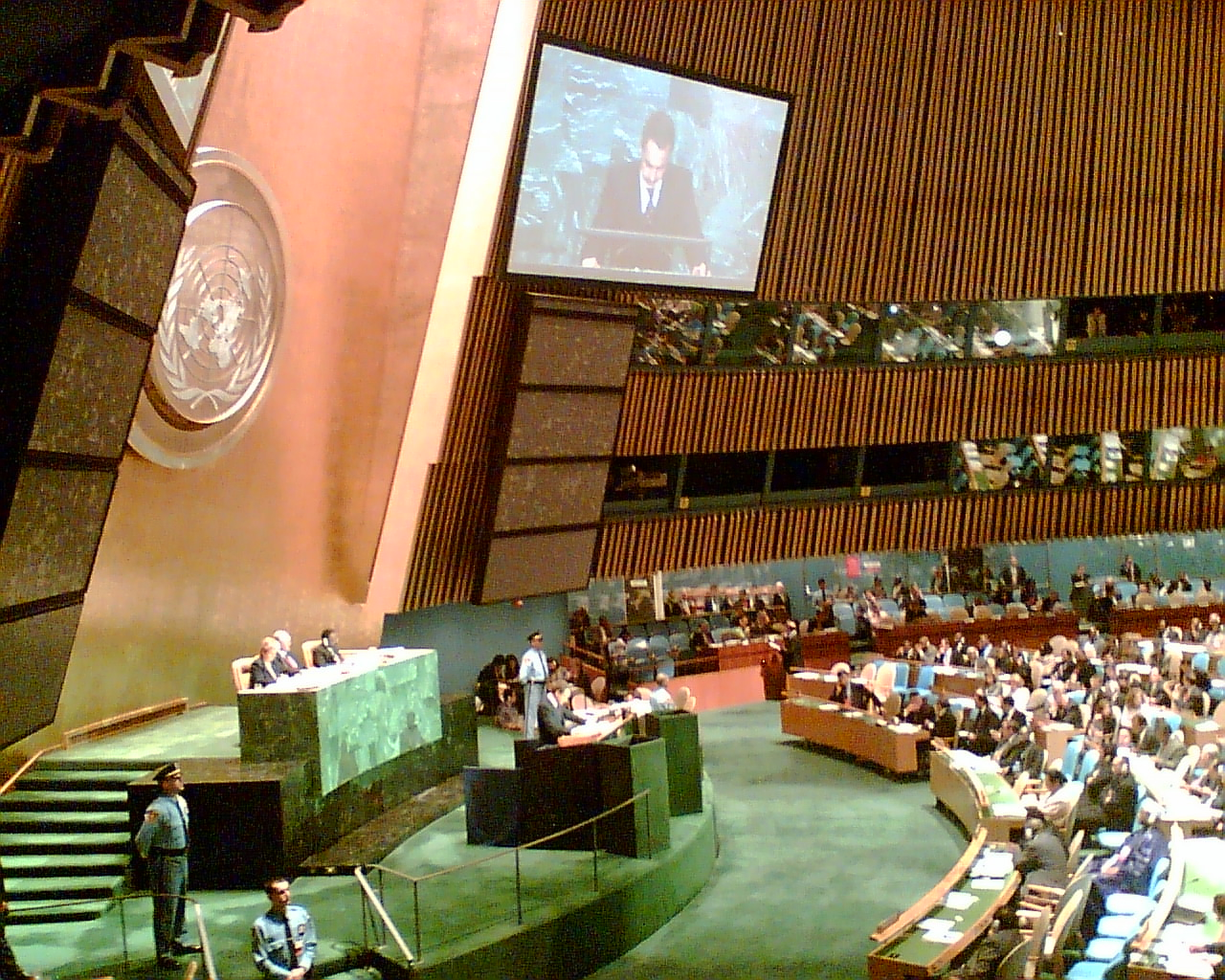
رئيس الوزراء الإسباني خوسيه لويس ثاباتيرو يخاطب الجمعية العامة في نيويورك، 20 سبتمبر 2005

عقدت دورة خاصة في عام 2016 لمناقشة الحرب على المخدرات، واقتراحات لإعادة النظر في معاهدات المخدرات الدولية مثل الاتفاقية الوحيدة للمخدرات، وكيفية التعامل مع العلاج من تعاطي المخدرات وإعادة التأهيل والمسائل ذات الصلة. كان هذا أول تجمع للأمم المتحدة على هذا الموضوع خلال 20 عاما.في عام 2016، في حين أن بعض الدول الأوروبية وأمريكا الجنوبية والولايات المتحدة تفضل نهجًا أكثر سهولة، ظلت دول مثل الصين وروسيا ومعظم الدول الإسلامية، مثل إيران وإندونيسيا وباكستان، تعارض بشدة «أي تحرك يتجاوز الحظر المفروض على هذه الموضوعات الحساسة».  وأعربت إحدى المجموعات التي تحبذ الإصلاح، واللجنة العالمية المعنية بسياسات المخدرات، وبعض الحاضرين، عن خيبة أملها إزاء نتائج «الوضع الراهن».
وشارك في العرض رسل سيمونز، مايكل سكولنيك، تشي ريميفيست سميث، الذي عرض فيلم وارونوس، إخراج «ملكة محمد علي»، «وحكيم خاليق».

### جلسات خاصة أخرى

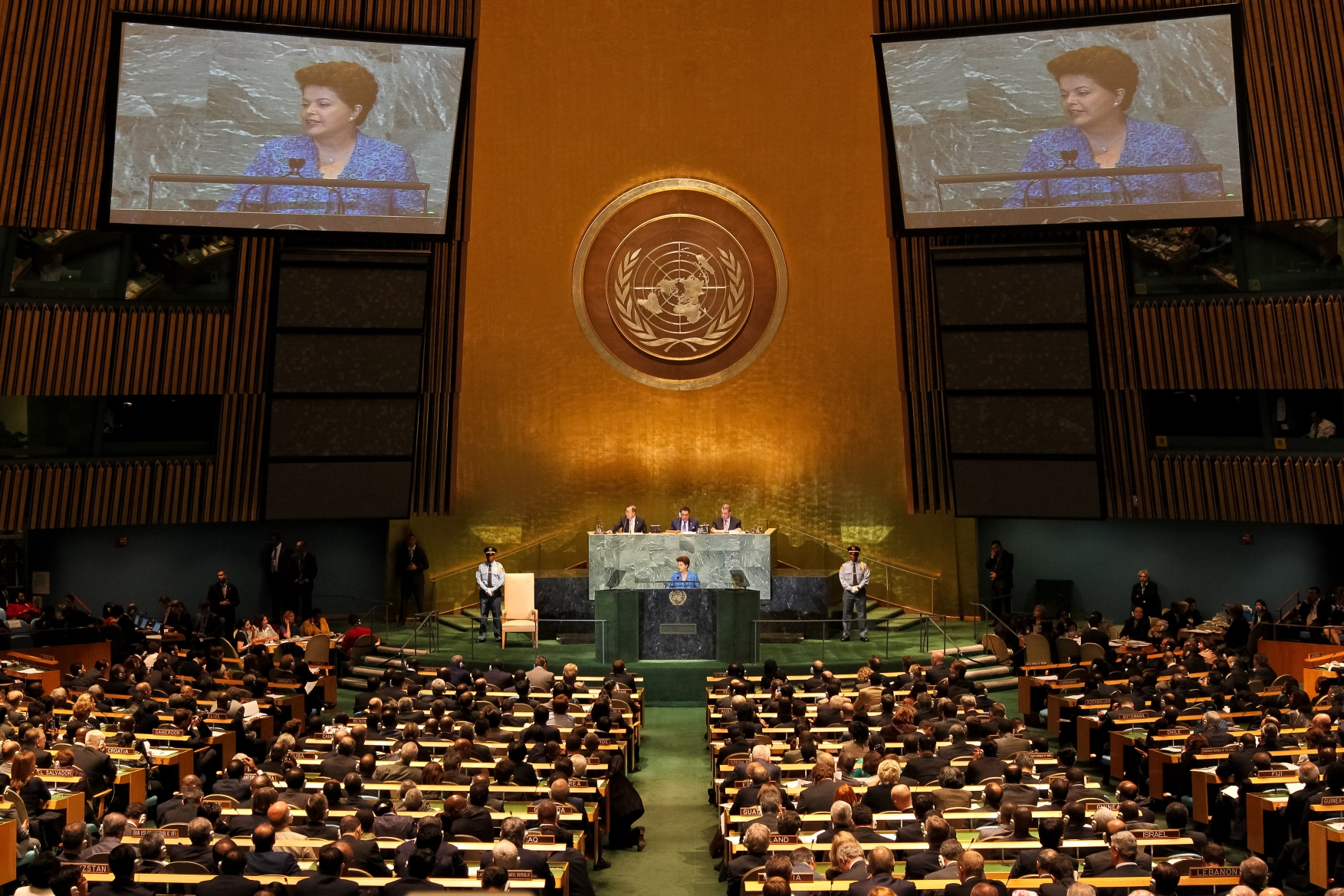
الرئيسة البرازيلية ديلما روسيف تلقي خطاب الافتتاح في الدورة 66 للجمعية العامة في 21 أيلول / سبتمبر 2011 في أول مرة تفتح فيها المرأة دورة للأمم المتحدة.

في الدورة الاستثنائية الأولى للجمعية العامة للأمم المتحدة التي عقدت في عام 1947، بدأ أوسفالدو أرانيا، الذي كان آنذاك رئيس الدورة الاستثنائية، تقليدا استمر حتى اليوم، حيث أن المتكلم الأول في هذا المحفل الدولي الرئيسي هو دائمًا البرازيلي.
وإذا فشل مجلس الأمن في العمل على صون وحماية السلام والأمن الدوليين بسبب الخلاف بين أعضائه الدائمين، فإن للجمعية العامة سلطة عقد دورة استثنائية طارئة والعمل على ضمان السلام والأمن بموجب قرار الجمعية العامة للأمم المتحدة 377.

### المناقشات العامة
ويتكلم رؤساء الدول والحكومات ورؤساء الوفود سنويًا في افتتاح الدورة الجديدة للجمعية العامة خلال «المناقشة العامة.»

## الدورات الاستثنائية الطارئة
للجمعية العامة أن تتخذ إجراء بشأن صون السلم والأمن الدوليين إذا لم يتمكن مجلس الأمن التابع للأمم المتحدة، عادة بسبب الخلاف بين الأعضاء الدائمين، من ممارسة مسؤوليته الأساسية. وفي حالة عدم انعقاد الدورة في ذلك الوقت، يجوز للجمعية العامة أن تجتمع في دورة استثنائية طارئة في غضون 24 ساعة من الطلب. وستدعى هذه الدورات الاستثنائية الطارئة إذا طلب مجلس الأمن التابع للأمم المتحدة التصويت من سبعة أعضاء أو بأغلبية أعضاء الأمم المتحدة.
وأدى قرار «الاتحاد من أجل السلام»، الذي اعتمد في 3 تشرين الثاني / نوفمبر عام 1950، إلى تمكين الجمعية من عقد دورة استثنائية طارئة بغية التوصية باتخاذ تدابير جماعية، بما في ذلك استخدام القوة المسلحة، في حالة انتهاك السلم أو أي عمل عدواني . وكما هو الحال في جميع قرارات الجمعية العامة، يجب أن يوافق ثلثا أعضاء الأمم المتحدة «الحاضرين والمصوتين» على أي توصية من هذا القبيل قبل أن تعتمدها الجمعية رسميًا. وعقدت دورات استثنائية طارئة في إطار هذا الإجراء في عشر مناسبات. وكان آخرها، في عامي 1982 و 1997-2017، عن وضع الأراضي التي تحتلها دولة إسرائيل.

## الأجهزة الفرعية

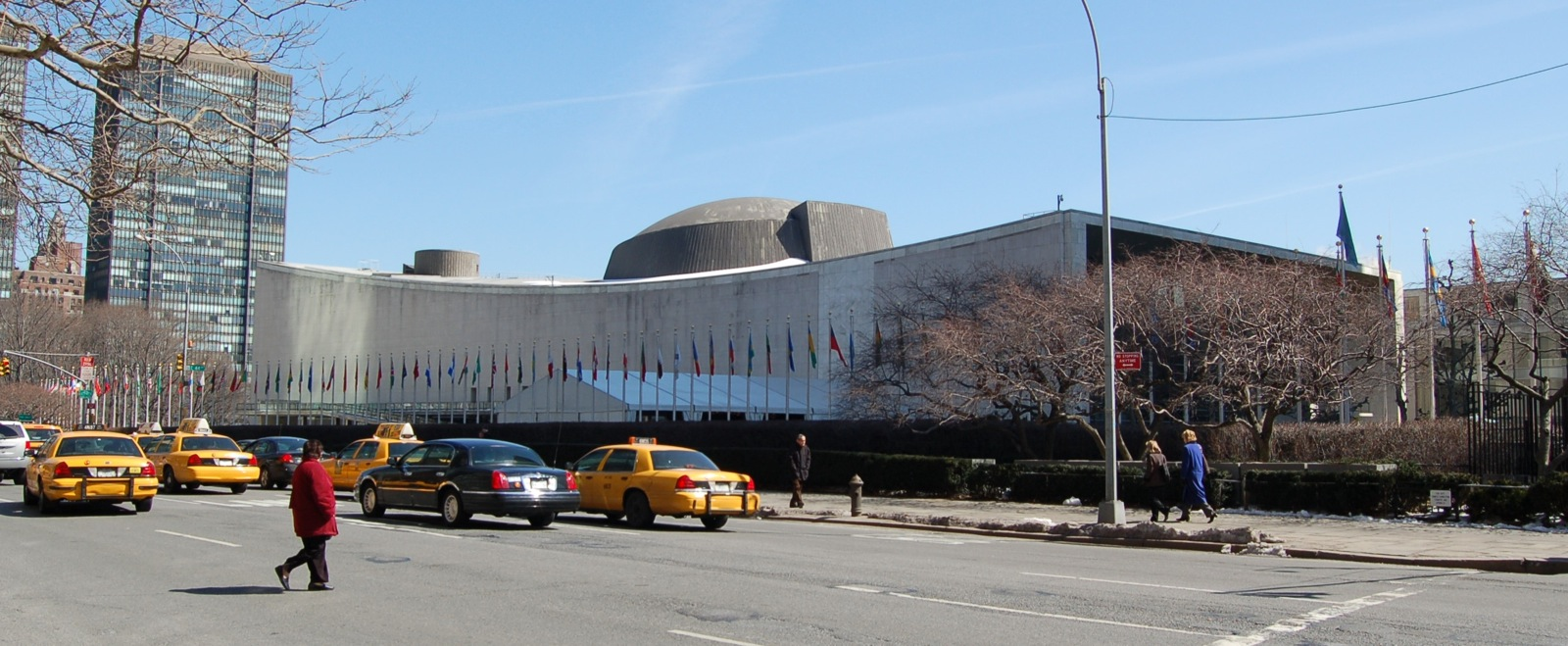
مبنى الجمعية العامة للأمم المتحدة

وتنقسم الأجهزة الفرعية للجمعية العامة إلى خمس فئات هي: اللجان (30 لجنة كُلية، وستة لجان رئيسية)، والمفوضات (6)، والمجالس (7)، والمجالس واللوحات، ومجموعات العمل، ومجموعات أخرى

### اللجان

#### اللجان الرئيسية
من أجل تمكين الجمعية العامة من تنفيذ وظائفها واسعة النطاق، فإن الجمعية توزع معظم المسائل على لجانها الست الرئيسية وهي:
- لجنة نزع السلاح والأمن (اللجنة الأولى) نزع السلاح والأمن الدولي (ديسيك)، معنية بمسائل نزع السلاح والمسائل الأمنية الدولية ذات الصلة.
- اللجنة الاقتصادية والمالية (إكوفين) (اللجنة الثانية) معنية بالمسائل الاقتصادية.
- اللجنة الاجتماعية والإنسانية والثقافية (سوشوم) (اللجنة الثالثة) تتناول القضايا الاجتماعية والإنسانية.
- اللجنة الخاصة السياسية وتصفية الاستعمار (اللجنة الرابعة) تتناول المسائل السياسية الخاصة وإنهاء الاستعمار مجموعة متنوعة من المواضيع السياسية التي لم تتناولها اللجنة الأولى.
- لجنة الشؤون الإدارية وشؤون الميزانية (اللجنة الخامسة) تتناول إدارة الأمم المتحدة وميزانيتها.
- لجنة الشئون القانونية (اللجنة السادسة) تتناول المسائل القانونية

وقد تغيرت أدوار العديد من اللجان الرئيسية مع مرور الوقت، وحتى أواخر السبعينات، كانت اللجنة الأولى هي اللجنة السياسية والأمنية، وكان هناك أيضا عدد كاف من المسائل «السياسية» الإضافية التي عقدت فيها أيضا لجنة رئيسية إضافية، لا ترقى إليها، تسمى اللجنة السياسية الخاصة. وتناولت اللجنة الرابعة في السابق مسائل الوصاية وإنهاء الاستعمار. وبالنظر إلى تناقص عدد هذه المسائل التي ينبغي معالجتها مع حصول الأقاليم المشمولة بالثقة على الاستقلال، وحققت عملية إنهاء الاستعمار تقدما، تم دمج وظائف اللجنة السياسية الخاصة في اللجنة الرابعة خلال التسعينات.
وتتألف كل لجنة رئيسية من جميع أعضاء الجمعية العامة. وينتخب كل منهم رئيسًا وثلاثة نواب للرئيس ومقررا في بداية كل دورة عادية للجمعية العامة.
وتوجد كذلك لجنة عامة مشكلة من الرئيس (رئيس الجمعية العامة) ومن 21 نائباً للرئيس ورؤساء اللجان الست الرئيسية، ولجنة فحص الأوراق والاعتماد المشكلة من تسع أعضاء تعينهم الجمعية العامة، بناء على اقتراح الرئيس في كل دورة، وتتولى اللجنة إبلاغ الجمعية بالأمور المتعلقة بفحص أوراق الاعتماد لممثلي الدول الأعضاء.

وأنشأت الجمعية العامة لجان أخرى، مثل لجنة القانون الدولي المشكلة من 25 عضو مشهود لهم بالكفاءة في القانون الدولي، ويتم انتخابهم لمدة خمس سنوات من قبل الجمعية العامة من قائمة مرشحين معينين من قبل الدول الأعضاء في الأمم المتحدة. ومهمة هذه اللجنة هي المساهمة في تطوير القانون الدولي، وإعداد مشروعات اتفاقيات للموضوعات التي لا ينظمها القانون الدولي، وتقنين قواعد القانون الدولي، وقد قدمت اللجنة تقارير بشأن الموضوعات التالية : نظام أعالي البحار، نظام المياه الإقليمية، الجنسية وانعدامها، قانون المعاهدات، المزايا والحصانات الدبلوماسية، توارث الدول في المعاهدات، شرط الدول الأكثر رعاية.. وغيرها من الموضوعات.

## دورات الجمعية
تعقد دورات عادية مرة في السنة تبدأ في الثلاثاء الثالث من شهر سبتمبر من كل عام، وتستمر حتى منتصف ديسمبر، وقد تستمر بضعة أسابيع أخرى في العام الجديد. وفي بداية كل دورة عادية تنتخب الجمعية رئيساً جديداً، و21 نائباً للرئيس ورؤساء اللجان الست الرئيسية للجمعية.

ينص ميثاق الأمم المتحدة على إمكانية الدعوة إلى دورات غير عادية إذا تطلبت الظروف ذلك، بناء على طلب مجلس الأمن، أو أغلبية الدول الأعضاء، أو بناء على طلب دولة واحدة إذا وافقت أغلبية الأعضاء على ذلك. ويمكن الدعوة إلى دورات مستعجلة خلال 24 ساعة، بناء على طلب مجلس الأمن بأغلبية تسعة من أعضائه، أو بناء على طلب أغلبية الدول الأعضاء أو بناء على طلب دولة واحدة إذا وافقت أغلبية الدول الأعضاء على ذلك.

وفي بداية كل دورة عادية تجري الجمعية العامة مناقشة عامة تلقي فيها بيانات من رؤساء الدول والحكومات، والتي تعبر فيها الدول الأعضاء عن وجهة نظرها حول إطار واسع من المسائل ذات الاهتمام الدولي.

### اللجان الأخرى
هذه ليست مرقمة، ووفقا لموقع الجمعية العامة على شبكة الإنترنت، أكثرها أهمية:
- لجنة وثائق التفويض: هذه اللجنة مكلفة بضمان الحصول على وثائق التفويض الدبلوماسية لجميع ممثلي الأمم المتحدة. وتتألف لجنة وثائق التفويض من تسع دول أعضاء تنتخب في وقت مبكر من كل دورة عادية من دورات الجمعية العامة.
- اللجنة العامة: وهي لجنة إشرافية مكلفة بضمان أن يسير اجتماع الجمعية بكامله بسلاسة. ويتألف المكتب من رئيس ونواب رئيس الجمعية العامة الحالية ورئيس كل من اللجان الرئيسية الست.

وترقم اللجان الأخرى التابعة للجمعية العامة.

### الهيئات
وعددها ست هيئات:
- هيئة نزع السلاح المنشأة بموجب قرار الجمعية العامة 502 (د -6) و10 / 2.
- هيئة الخدمة المدنية الدولية، التي أنشأها قرار الجمعية العامة 3357 (د – 29).
- هيئة القانون الدولي، التي أنشأها قرار الجمعية العامة 174.
- هيئة الأمم المتحدة للقانون التجاري الدولي (الأونسيترال)، التي أنشأها قرار الجمعية العامة 2205 (د – 21).
- هيئة التوفيق التابعة للأمم المتحدة لفلسطين، المنشأة بموجب قرار الجمعية العامة 194.
- هيئة الأمم المتحدة لبناء السلام، التي أنشأها قرار الجمعية العامة 60/180، وقراري مجلس الأمن التابع للأمم المتحدة 1645 (2005)، و 1646 (2005)،

وعلى الرغم من اسم لجنة الأمم المتحدة لحقوق الإنسان السابقة، فإنها في الواقع هيئة فرعية تابعة للمجلس الاقتصادي والاجتماعي.

### المجالس
هناك سبع لوحات يتم تصنيفها إلى مجموعتين: أ) المجالس التنفيذية وب) المجالس.

#### المجالس التنفيذية
1. المجلس التنفيذي لمنظمة الأمم المتحدة للطفولة، المنشأ بموجب قرار الجمعية العامة 57 (د -1) و 48/162.
2. المجلس التنفيذي لبرنامج الأمم المتحدة الإنمائي وصندوق الأمم المتحدة للسكان المنشأ بموجب قرار الجمعية العامة 2029 (د -20) و 48/162.
3. المجلس التنفيذي لبرنامج الأغذية العالمي، الذي أنشأه قرار الجمعية العامة 50/8.

#### المجالس
1. مجلس مراجعي الحسابات، الذي أنشأه قرار الجمعية العامة 74 (د -1).
2. مجلس التجارة والتنمية، الذي أنشأه قرار الجمعية العامة 1995 (د -19).
3. مجلس الصندوق المشترك للمعاشات التقاعدية لموظفي الأمم المتحدة، الذي أنشأه قرار الجمعية العامة 248 (د -3(.
4. المجلس الاستشاري لمسائل نزع السلاح، الذي أنشأه قرار الجمعية العامة 37/99.

### المجالس وحلقات النقاش
أحدث مجلس هو مجلس حقوق الإنسان التابع للأمم المتحدة الذي حل محل مفوضية الأمم المتحدة لحقوق الإنسان المذكورة آنفًا في آذار / مارس عام 2006.
وهناك  مجموعة أخرى تشمل أربعة مجالس وحلقة نقاش واحدة.

### مجموعات العمل وغيرها
هناك العديد من مجموعات العمل المختلفة والهيئات الفرعية الأخرى.

## ترتيب الجلوس بالمقاعد
وتجلس البلدان حسب الترتيب الأبجدي في الجمعية العامة وفقًا للترجمة الإنجليزية لأسماء البلدان. ويحدد الأمين العام سنويا البلد الذي يشغل المرتبة الأولى في الجانب الأيسر عن طريق الاقتراع. وتتبع البلدان المتبقية أبجديا بعد ذلك.

## الإصلاح وإدارة نظام الأمم المتحدة
وفي 21 آذار / مارس عام 2005، قدًّم الأمين العام كوفي عنان تقريرا "في ظل حرية أكبر"، انتقد الجمعية العامة لتركيزها كثيرا على توافق الآراء بأنها تمرر قرارات مقلقة تعكس "القاسم المشترك الأدنى لآراء مختلفة على نطاق واسع." كما انتقد الجمعية لمحاولتها تناول جدول أعمال واسع جدا بدلا من التركيز على "القضايا الموضوعية الرئيسية اليوم مثل الهجرة الدولية والاتفاقية الشاملة حول الارهاب التي طال انتظارها. وأوصى عنان بتبسيط جدول أعمال الجمعية العامة وهيكل اللجنة وإجراءاتها؛ تعزيز دور رئيسه وسلطته؛ وتعزيز دور المجتمع المدني؛ وإنشاء آلية لاستعراض قرارات لجانه، بغية تقليل اللجان غير الممولة والإدارة الجزئية للأمانة العامة للأمم المتحدة إلى الحد الأدنى. وذكر عنان أعضاء الأمم المتحدة بمسؤوليتهم عن تنفيذ الإصلاحات إذا كانوا يتوقعون تحقيق تحسينات في فعالية الأمم المتحدة.
ولم يتناول مؤتمر القمة العالمي للأمم المتحدة مقترحات الإصلاح في أيلول / سبتمبر 2005. وبدلا من ذلك، أكد مؤتمر القمة وحده الموقف المركزي للجمعية العامة بوصفه الجهاز الرئيسي للتداول وتقرير السياسات والتمثيل في الأمم المتحدة، فضلا عن دور الجمعية العامة في عملية وضع المعايير وتدوين القانون الدولي. ودعى مؤتمر القمة أيضا إلى تعزيز العلاقة بين الجمعية العامة والأجهزة الرئيسية الأخرى، لكفالة تنسيق أفضل بشأن المسائل الموضوعية التي تتطلب قيام الأمم المتحدة بعمل منسق وفقا لولاية كل منها.
وتشكل الجمعية البرلمانية للأمم المتحدة أو مجلس الشعب التابع للأمم المتحدة إضافة مقترحة لمنظومة الأمم المتحدة، تسمح في نهاية المطاف بالانتخاب المباشر لأعضاء برلمان الأمم المتحدة من قبل المواطنين في جميع أنحاء العالم.
وقال جورجي فاليرو ممثل فنزويلا في المناقشة العامة للجمعية العامة الخامسة والستين إن «الأمم المتحدة قد استنفدت نموذجها، وهي ليست مجرد مسألة إجراء الإصلاح، إن القرن الحادي والعشرين يتطلب تغييرات عميقة لا يمكن تحقيقها إلا من خلال إعادة بناء هذه المنظمة .»  وأشار إلى عدم جدوى القرارات المتعلقة بالحصار الأمريكي على كوبا والصراع في الشرق الاوسط لأنه أسباب فشل نموذج الأمم المتحدة. كما دعت فنزويلا إلى تعليق حق النقض في مجلس الامن لأنها «بقايا الحرب العالمية الثانية» وتتنافى مع مبدأ تساوي الدول في السيادة.
ويتضمن إصلاح الجمعية العامة للأمم المتحدة مقترحات لتغيير صلاحيات وتكوين الجمعية العامة للأمم المتحدة. ويمكن أن يشمل ذلك، على سبيل المثال، تكليف الجمعية بتقييم مدى تنفيذ الدول الأعضاء لقرارات الجمعية العامة للأمم المتحدة، وزيادة سلطة التجمع أمام مجلس الأمن التابع للأمم المتحدة، أو جعل المناقشات بناءة أكثر وأقل تكرارًا.

## الفعاليات على هامش الجمعية العامة
وترافق الدورة السنوية للجمعية العامة للأمم المتحدة اجتماعات مستقلة بين زعماء العالم، تعرف باسم الاجتماعات التي تعقد على هامش اجتماع الجمعية العامة. ومنذ ذلك الحين تطورت الجمعية الدبلوماسية إلى منتدى يجتذب الأفراد الأثرياء والمؤثرين من جميع أنحاء العالم إلى مدينة نيويورك لمعالجة مختلف جداول الأعمال، بدءا من الأعمال الإنسانية والبيئية إلى الأعمال التجارية والسياسية.

## روابط خارجية
- الجمعية العامة للأمم المتحدة على موقع الموسوعة البريطانية (الإنجليزية)
- الجمعية العامة للأمم المتحدة